# Kenta Mukuhara
Kenta Mukuhara (japanisch 椋原 健太 Mukuhara Kenta; * 6. Juli 1989 in der Präfektur Tokio) ist ein japanischer Fußballspieler.

## Karriere
Mukuhara erlernte das Fußballspielen in der Jugendmannschaft von FC Tokyo. Seinen ersten Vertrag unterschrieb er 2008 bei FC Tokyo. Der Verein spielte in der höchsten Liga des Landes, der J1 League. 2009 gewann er mit dem Verein den J.League Cup. Am Ende der Saison 2010 stieg der Verein in die J2 League ab. 2011 wurde er mit dem Verein Meister der J2 League und stieg wieder in die J1 League auf. 2011 gewann er mit dem Verein den Kaiserpokal. Für den Verein absolvierte er 83 Ligaspiele. 2013 wurde er an den Ligakonkurrenten Cerezo Osaka ausgeliehen. 2014 kehrte er zu FC Tokyo zurück. 2015 wechselte er zum Zweitligisten Cerezo Osaka. Am Ende der Saison 2016 stieg der Verein in die J1 League auf. Für den Verein absolvierte er 17 Ligaspiele. Im August 2017 wechselte er zum Ligakonkurrenten Sanfrecce Hiroshima. 2018 wechselte er zum Zweitligisten Fagiano Okayama.

## Erfolge
FC Tokyo
- J.League Cup: 2009
- Kaiserpokal: 2011

Cerezo Osaka
- J.League Cup: 2017
- Kaiserpokal: 2017